# El Cañavate
El Cañavate település Spanyolországban, Cuenca tartományban.  Lakosainak száma 128 fő (2024).

## Népesség
A település népessége az utóbbi években az alábbiak szerint változott:
| Lakosok száma | 245  | 214  | 185  | 168  | 164  | 162  | 155  | 146  | 140  | 128  |
|               | 2001 | 2004 | 2006 | 2009 | 2011 | 2014 | 2016 | 2019 | 2021 | 2024 |